# Prosatanica Shooting Angels
Prosatanica Shooting Angels è il quarto album della band black metal Nargaroth pubblicato nel 2004.

## Tracce
1. Love Is Always Over with Ejaculation – 1:12
2. Be Dead or Satanic – 8:41
3. Satan Industries – 5:33
4. Thinking Below the Ocean – 4:51
5. Black and Blasphemic Death Metal – 8:13
6. A Tear in the Face of Satan – 10:17
7. The Dark Side of the Moon – 2:50
8. Hunting Season – 6:10
9. I Bring My Harvest Home – 8:32